# Пирогово (Крым)
 Пирого́во (до 1948 года Байгончи́к Тата́рский, Бай-Конче́к Тата́рский; укр. Пирогове, крымскотат. Tatar Bay Könçek, Татар Бай Коньчек) — упразднённое село в Джанкойском районе Республики Крым, располагавшееся на юго-востоке района. Включено в состав села Октябрь, сейчас — южная часть селения.

### Динамика численности населения
| - 1806 год — 157 чел. - 1849 год — 140 чел. - 1864 год — 37 чел. - 1889 год — 221 чел. | - 1900 год — 187 чел. - 1915 год — 38/16 чел. - 1926 год — 160 чел. |

## История
Первое документальное упоминание села встречается в Камеральном Описании Крыма… 1784 года, судя по которому, в последний период Крымского ханства Байконжек входил в Насывский кадылык Карасубазарского каймаканства. После присоединения Крыма к России (8) 19 апреля 1783 года, (8) 19 февраля 1784 года, именным указом Екатерины II сенату, на территории бывшего Крымского Ханства была образована Таврическая область и деревня была приписана к Перекопскому уезду. После Павловских реформ, с 1796 по 1802 год, входила в Перекопский уезд Новороссийской губернии. По новому административному делению, после создания 8 (20) октября 1802 года Таврической губернии, Байгончик был включён в состав Таганашминской волости Перекопского уезда.
По Ведомости о всех селениях в Перекопском уезде состоящих с показанием в которой волости сколько числом дворов и душ… от 21 октября 1805 года в деревне Байкончек числилось 27 дворов, 152 крымских татарина, 1 ясыр и 5 цыган. На военно-топографической карте генерал-майора Мухина 1817 года деревня Байгунчик обозначена с 26 дворами. После реформы волостного деления 1829 года Байгунчик, согласно «Ведомости о казённых волостях Таврической губернии 1829 года», отнесли к Башкирицкой волости (переименованной из Таганашминской). На карте 1836 года в деревне 30 дворов, как и на карте 1842 года. Согласно Военно-статистическому обозрению Российской Империи 1849 года Байгунчик, относился к крупнейшим деревням Перекопского уезда с населением 140 человек.
В 1860-х годах, после земской реформы Александра II, деревню включили в состав Владиславской волости того же уезда. В «Списке населённых мест Таврической губернии по сведениям 1864 года», составленном по результатам VIII ревизии 1864 года, Байгончик — владельческая татарская деревня, с 10 дворами, 37 жителями и мечетью при колодцах. По обследованиям профессора А. Н. Козловского начала 1860-х годов, в селении вода в колодцах глубиной 8 саженей (16 м) была солоноватая. Согласно «Памятной книжке Таврической губернии за 1867 год», деревня Байгончик была покинута жителями в 1860—1864 годах — в результате эмиграции крымских татар, особенно массовой после Крымской войны 1853—1856 годов, в Турцию, и оставалась в развалинах. На трехверстовой карте Шуберта 1865—1876 года в деревне Байкончек отмечены 11 дворов. В январе 1971 года в уездным врачём Кардиновым в деревне была зафиксирована эпидемия кори, в результате которой были умершие (всего по уезду 5 человек). К 1886 году Владиславская волость была упразднена и в «Памятной книге Таврической губернии 1889 года», включившей результаты Х ревизии 1887 года, записана деревня Байгончек, центр Байгончекской волости, с 45 дворами и 221 жителем.
После земской реформы 1890 года деревню отнесли к Ак-Шеихской волости, но в «…Памятной книжке Таврической губернии на 1892 год» она почему-то не записана. По «…Памятной книжке Таврической губернии на 1900 год», в Байгончике числилось 187 жителей в 35 дворах. По Статистическому справочнику Таврической губернии. Ч.II-я. Статистический очерк, выпуск пятый Перекопский уезд, 1915 год, в деревне Байгончик Старый Ак-Шеихской волости Перекопского уезда числилось 8 дворов (2 двора с землёй, 6 — безземельные) с татарским населением в количестве 38 человек приписных жителей и 16 — «посторонних», из которых 34 мужчины и 19 женщин. Жители владели 1490 десятинами удобной земли. В хозяйствах имелось 47 лошадей, 28 коров и 97 голов мелкого скота.
После установления в Крыму Советской власти, по постановлению Крымревкома от 8 января 1921 года № 206 «Об изменении административных границ» была упразднена волостная система и в составе Джанкойского уезда был создан Джанкойский район. В 1922 году уезды преобразовали в округа. 11 октября 1923 года, согласно постановлению ВЦИК, в административное деление Крымской АССР были внесены изменения, в результате которых округа были ликвидированы, основной административной единицей стал Джанкойский район и село включили в его состав. Согласно Списку населённых пунктов Крымской АССР по Всесоюзной переписи 17 декабря 1926 года, в селе Байгончик, Ак-Шеихского сельсовета Джанкойского района, числилось 34 двора, из них 32 крестьянских, население составляло 160 человек, из них 79 татар, 45 русских, 23 немца, 5 армян, 3 украинца, 4 записаны в графе «прочие», действовала русско-татарская школа. После образования в 1935 году Колайского района (переименованного указом ВС РСФСР № 621/6 от 14 декабря 1944 года в Азовский) село включили в его состав.
В 1944 году, после освобождении Крыма от фашистов, согласно Постановлению ГКО СССР № 5859 от 11 мая 1944 года, 18 мая крымские татары были депортированы в Среднюю Азию. 12 августа 1944 года было принято постановление № ГОКО-6372с «О переселении колхозников в районы Крыма», и в сентябре 1944 года в Азовский район Крыма приехали первые новоселы (162 семьи) из Житомирской области, а в начале 1950-х годов последовала вторая волна переселенцев из различных областей Украины. С 25 июня 1946 года в составе Крымской области РСФСР. Указом Президиума Верховного Совета РСФСР от 18 мая 1948 года Байгончик татарский переименовали в Пирогово. 26 апреля 1954 года Крымская область была передана из состава РСФСР в состав УССР. На 15 июня 1960 года село числилось в составе Майского сельсовета. Указом Президиума Верховного Совета УССР «Об укрупнении сельских районов Крымской области», от 30 декабря 1962 года Азовский район был упразднён и село присоединили к Джанкойскому. К 1968 году Пирогово присоединили к селу Октябрь (согласно справочнику «Крымская область. Административно-территориальное деление на 1 января 1968 года» — в период с 1954 по 1968 годы).